# Dororo (manga)
Pour les articles homonymes, voir Dororo.
Autre
Dororo (どろろ) est un shōnen manga d'Osamu Tezuka prépublié dans le magazine Weekly Shōnen Sunday de l'éditeur Shōgakukan entre août 1967 et juillet 1968. Après une interruption, le manga reprend dans le magazine Bōken-ō des éditions Akita Shoten et se termine en octobre 1969,. L'édition française a été publiée par Akata en 2006.
Le manga a été adapté en série télévisée d'animation (Dororo to Hyakkimaru, 1969), en jeu vidéo (Blood Will Tell: Tezuka Osamu's Dororo, 2004) et en film en prise de vues réelles (Dororo, 2007). En 2019, le manga est de nouveau adapté en série d'animation sous le titre Dororo.

## Synopsis
Ce manga, se déroulant durant l'époque Sengoku, conte l'histoire de Hyakkimaru, jeune homme dont 48 parties du corps sont offertes à 48 démons au moment de sa naissance. Son père a, en effet, conclu un pacte avec eux afin d'acquérir des pouvoirs. Il abandonne aussitôt son fils qui est élevé par un médecin. Celui-ci remplace les parties manquantes du corps de Hyakkimaru par des prothèses, dont certaines s'avèrent être des armes (par exemple, ses faux bras cachent des sabres).
Comme la vue, l'ouïe et ses autres sens lui ont été dérobés, le jeune homme développe des sens surnaturels qui lui permettent de se défendre face aux démons. À chaque fois qu'il bat l'un d'eux, il récupère une des parties manquantes de son corps.
Il fait la rencontre de Dororo, un jeune orphelin voyou qui croise le chemin de Hyakkimaru et le suit à travers le Japon.

## Personnages
- Hyakkimaru : Personnage principal du manga, il est dépourvu de 48 parties de son corps et chasse les 48 démons qui les possèdent pour les récupérer.

- Dororo : Personnage principal du manga, c'est un enfant voyou qui accompagne Hyakkimaru au fil de l'histoire. Dans l'original ainsi que dans la série d'animation, Hyakkimaru apprend que Dororo possède un corps de fille. Mais Dororo maintient qu'il est un garçon.

## Genèse de l'œuvre
Tezuka explique qu'il avait prévu initialement une série beaucoup plus longue. Le héros devait récupérer ses facultés au cours de beaucoup plus d'épreuves. L'évolution involontaire vers une histoire plus sombre que prévu et d'autres projets ont amené l'auteur à terminer l'histoire plus vite que prévu. Ceci donne un changement de rythme tout à fait perceptible avec une fin presque abrupte.
Le titre du manga fait référence au personnage secondaire, Dororo. Toutefois, dans la première version du manga, dont l'histoire varie sur certains détails selon les éditions, Dororo avait également un autre rôle en plus, donnant une autre raison possible pour que le manga soit nommé d'après lui.

## Publication
Le manga est publié initialement entre août 1967 et juillet 1968 dans le magazine Weekly Shonen Sunday de Shōgakukan, avant d'être annulé. Le manga est repris ensuite entre mai et octobre 1969 dans le magazine Bōken-ō d'Akita Shoten. En 1971, l'éditeur propose une première compilation en quatre volumes avec des modifications de pages ainsi que de l'ordre des chapitres.
De mars 1981 à juin 1981, le manga est réédité par Kōdansha en quatre volumes reliés parus dans la collection des œuvres complètes de Tezuka. En novembre 2009, une édition au format bunko est proposée au public.
L'édition française est publiée par Akata en quatre volumes sortis entre avril 2006 et octobre 2006. Une édition Prestige est éditée en deux volumes par Delcourt/Tonkam avec un premier volume sorti le 3 février 2021.
Le manga est aussi éditée aux États-Unis par Vertical.

### Liste des volumes
| no | Japonais       | Japonais          | Français          | Français      |
| no | Date de sortie | ISBN              | Date de sortie    | ISBN          |
| --- | -------------- | ----------------- | ----------------- | ------------- |
| 1 | 12 mars 1981   | 978-4-06-108747-7 | 26 avril 2006     | 2-7560-0154-6 |
| Liste des chapitres : - Chapitre 1 : Par où tout commence - Chapitre 2 : Hyakkimaru, l'enfant-des-cent-démons - Chapitre 3 : Où Hyakkimaru rencontre le musicien aveugle - Chapitre 4 : Où nos héros font la rencontre de Gamin-clochette - Chapitre 5 : Dame Bandaï - Chapitre 6 : Le masque-tumeur |                |                   |                   |               |
| 2 | 12 avril 1981  | 978-4-06-108748-4 | 14 juin 2006      | 2-7560-0232-1 |
| Liste des chapitres : - Chapitre 1 : Où Dororo se remémore son passé pitoyable - Chapitre 2 : Où nos amis font connaissance avec un sabre enchanté - Chapitre 3 : Où Hyakki et Dororo se heurtent à "Banmon", la Porte de bois                                                                       |                |                   |                   |               |
| 3 | 12 mai 1981    | 978-4-06-108749-1 | 13 septembre 2006 | 2-7560-0418-9 |
| Liste des chapitres : - Chapitre 1 : Où Dororo affronte Fudô-sans-visage - Chapitre 2 : Où nos amis rencontrent Sabamé "Œil de maquereau" - Chapitre 3 : Où Hyakki et Dororo apprennent à résister aux tourments de l'enfer - Chapitre 4 : Où Dororo croise deux requins                             |                |                   |                   |               |
| 4 | 11 juin 1981   | 978-4-06-108750-7 | 25 octobre 2006   | 2-7560-0419-7 |
| Liste des chapitres : - Chapitre 1 : Shiranui, celui qui aimait les requins - Chapitre 2 : Où nos amis ont une surprise au cap Sans-pitié - Chapitre 3 : Midoro, la jument maudite - Chapitre 4 : L'étang de Donburi-Bara - Chapitre 5 : Le révérend Shikényûdô - Chapitre 6 : Nué, le tigre-serpent |                |                   |                   |               |

## Adaptations

### Série télévisée d'animation
Une première série télévisée d'animation est diffusée en 1969 sur Fuji TV sous le titre Dororo to Hyakkimaru.
En mars 2018 est annoncée une nouvelle adaptation, simplement nommée Dororo, réalisée par Kazuhiro Furuhashi et produite par Twin Engine. Son animation est confiée aux studios MAPPA et Tezuka Productions. Contrairement à la première adaptation, l'histoire n'est pas exactement la même que celle du manga et le design des personnages est différent de celui de Tezuka. Le premier épisode de Dororo est diffusé le 7 janvier 2019 sur Amazon Prime Video. Le générique d'ouverture, Kaen, est interprété par le groupe Queen Bee et le générique de fermeture, Sayonara Gokko, par le groupe Amazarashi (en),.

### Film
- 2007 : Dororo d'Akihiko Shiota

### Jeu vidéo
- 2004 : Blood Will Tell: Tezuka Osamu's Dororo sur PlayStation 2

### Manga
Un remake illustré par Satoshi Shiki, intitulé The Legend of Dororo and Hyakkimaru (どろろと百鬼丸伝, Dororo to Hyakkimaru-den) débute dans le numéro de décembre du magazine Champion Red sorti le 19 octobre 2018. Le premier volume relié est publié le 19 avril 2019. Aux États-Unis, la série est licenciée par Seven Seas Entertainment et le premier volume publié le 9 juin 2020.
Un autre remake de l'œuvre dessiné par Atsushi Kaneko, intitulé Search & Destroy (サーチアンドデストロイ), paraît entre 2018 et 2020 dans le TezuComi, magazine de 18 numéros en hommage à Osamu Tezuka. L'histoire est transposée dans un univers cyberpunk. La série est éditée en trois volumes par Delcourt/Tonkam dont le premier volume est sorti le 3 février 2021.
Le 15 janvier 2019 paraît également au Japon dans le magazine TezuComi un chapitre spin-off de Dororo, scénarisé par Florence Torta et dessiné par Philippe Cardona

## Prix et récompenses
- 2009 : Prix Eisner de la meilleure édition américaine d'une œuvre internationale (Japon)

### Édition japonaise
Kōdansha
1. 1 2  (ja) « Tome 1 »
2. 1 2  (ja) « Tome 2 »
3. 1 2  (ja) « Tome 3 »
4. 1 2  (ja) « Tome 4 »

### Édition française
Akata
1. 1 2  (fr) « Tome 1 »
2. 1 2  (fr) « Tome 2 »
3. 1 2  (fr) « Tome 3 »
4. 1 2  (fr) « Tome 4 »